# Coryphopteris fasciculata
Coryphopteris fasciculata là một loài thực vật có mạch trong họ Thelypteridaceae. Loài này được (E. Fourn.) Holttum mô tả khoa học đầu tiên năm 1976.